# Ronneby brunnshotell
Ronneby brunnshotell söder om Ronneby uppfördes 1897 och var på sin tid norra Europas största träbyggnad. Den ursprungliga hotellbyggnaden brann ned till grunden 1959 och på samma plats står dagens brunnshotell uppfört i funktionalistisk arkitektur med fasader i vitt tegel och mörka fönsteromfattningar. Under 1980-talet tillkom även en västlig hotellflygel kallad Silver Hill efter den silvergruva som finns i berget där flygeln byggts. 2002 byggdes en helt ny spaanläggning där det ursprungliga brunnsbadet låg. Badet ersattes med en mer omfattande spa- och badanläggning tillsammans med att de närliggande omgivningarna iordningställdes.

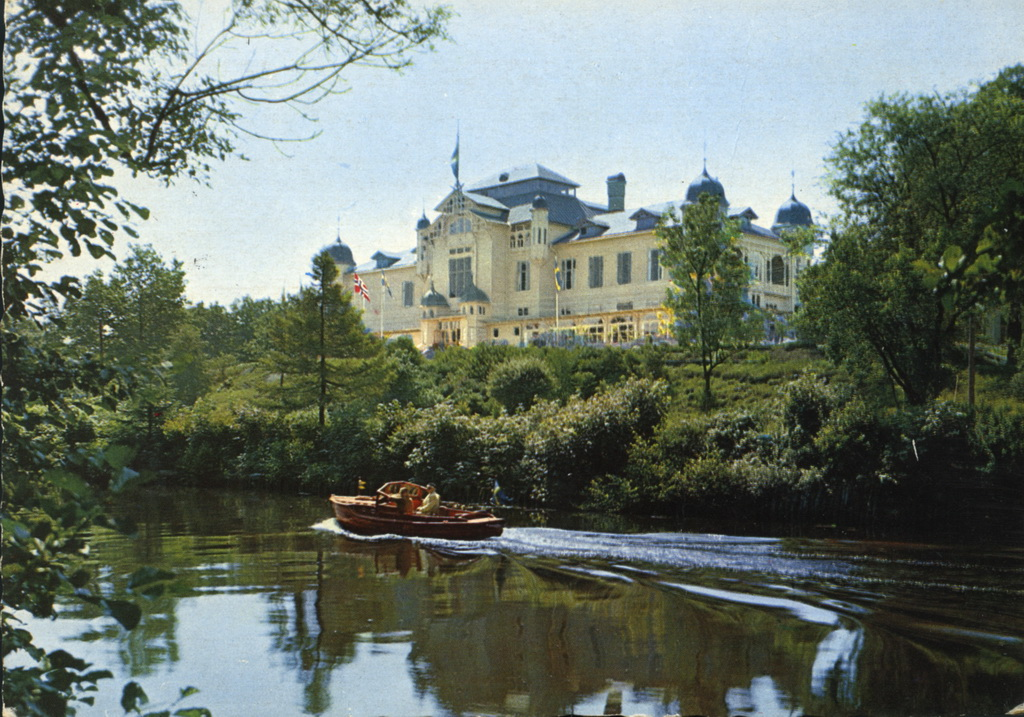
Ronneby brunnshotell med Ronnebyån i förgrunden 1959. Foto ur Blekinge museums arkiv.
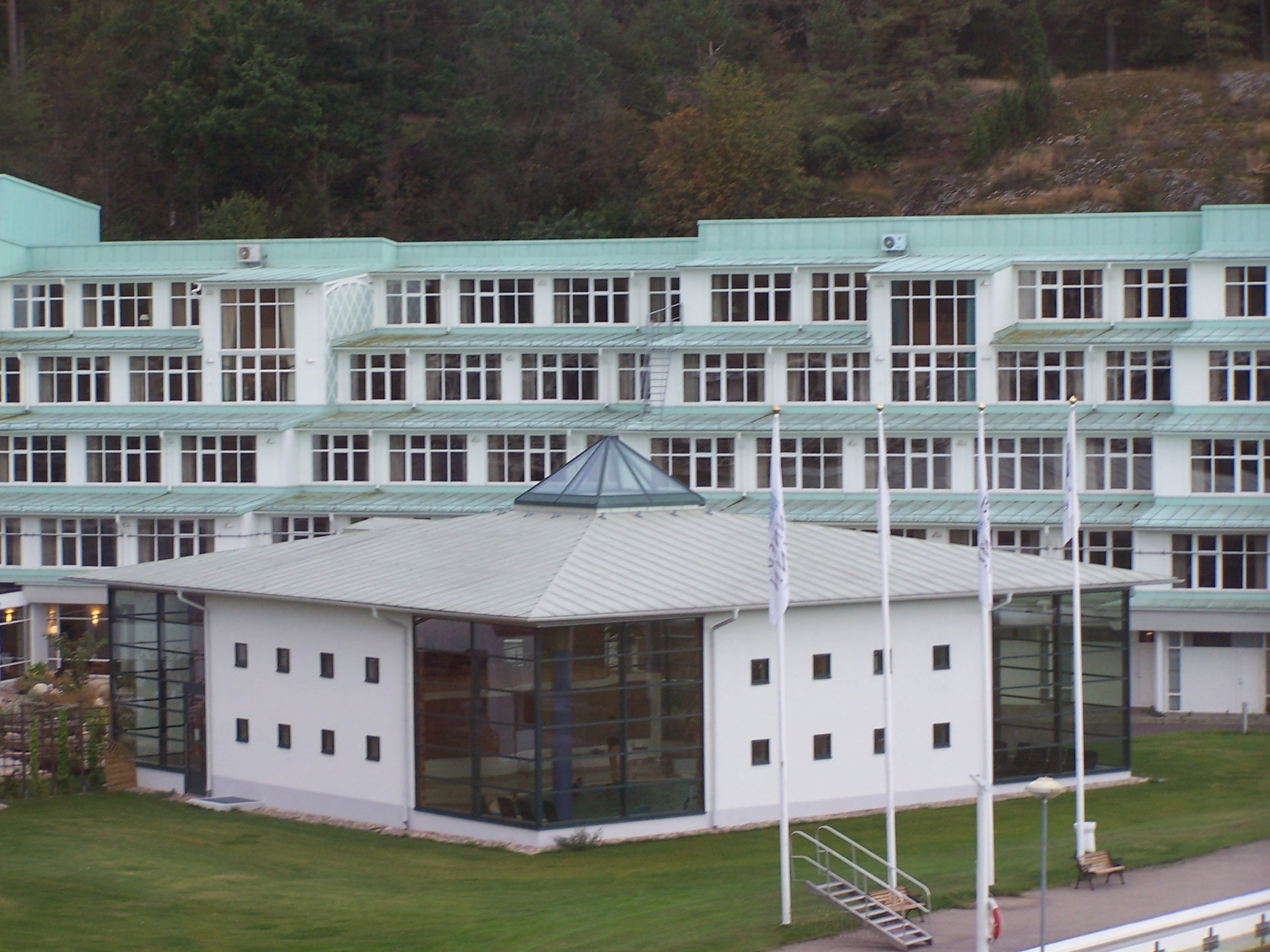
Ronneby brunns nybyggda spa-anläggning med Silver Hill i bakgrunden.
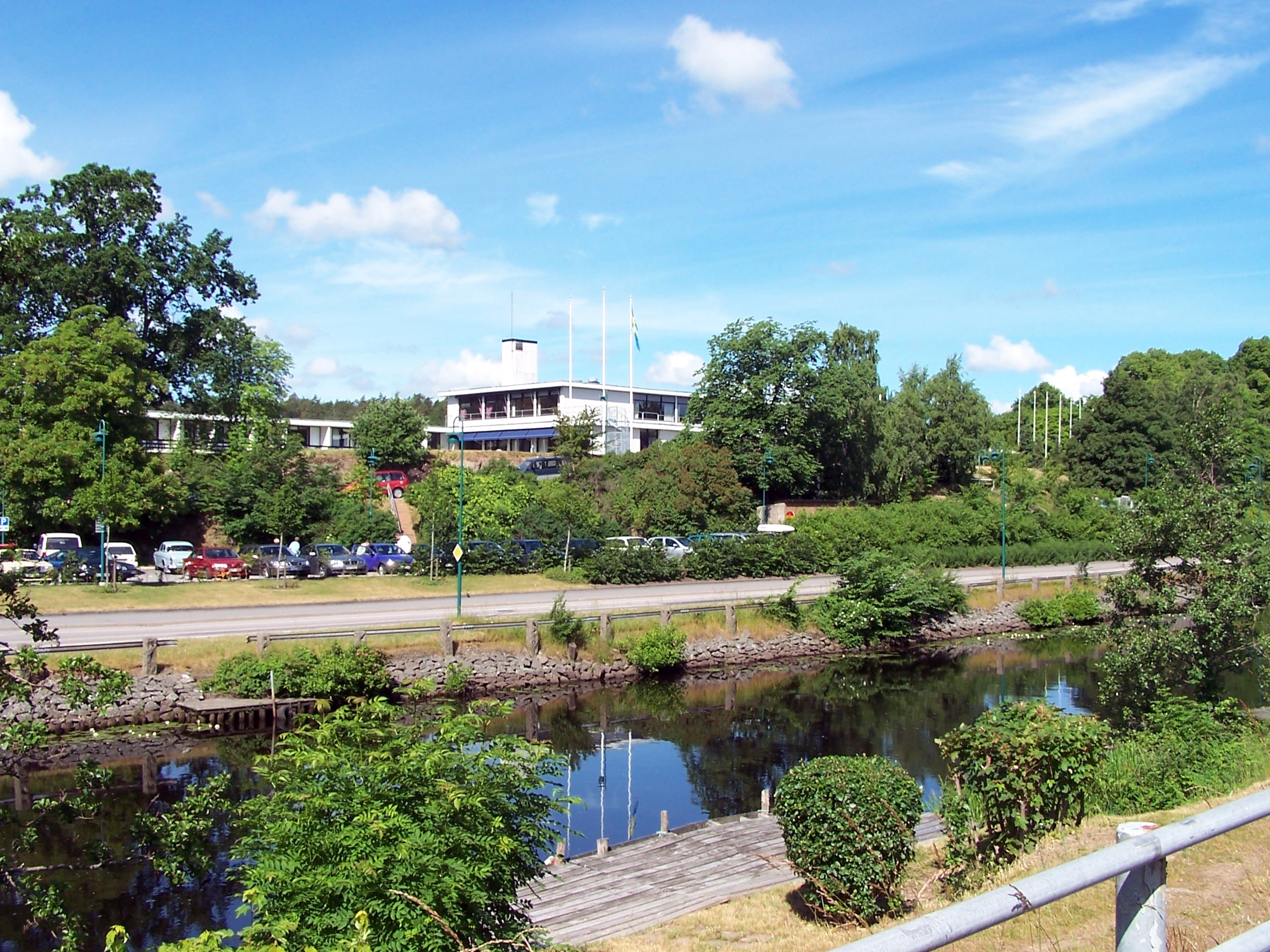
Ronneby brunnshotell sett från motsatt sida Ronnebyån.